# A Gata de Vison
A Gata de Vison é uma telenovela brasileira produzida e exibida pela TV Globo de 26 de junho de 1968 a 6 de janeiro de 1969, em 169 capítulos. Substituiu O Homem Proibido e foi substituída por A Última Valsa, sendo a 9ª "novela das dez" exibida pela emissora.
Escrita por Glória Magadan e dirigida por Daniel Filho, Walter Campos e Fábio Sabag. Foi protagonizada por Tarcísio Meira, Yoná Magalhães, Geraldo Del Rey, Paulo Gracindo e Joana Fomm.
O clima da trama era de total violência, com metralhadoras "cuspindo" balas impiedosamente e a personagem de Karin Rodrigues tendo seu rosto queimado com ácido.[carece de fontes?]

## Trama
Dolly Parker (Yoná Magalhães), a Gata de Vison, comanda uma organização criminosa na violenta Chicago dos anos 1920. Logo no primeiro capítulo é morta pela Máfia durante uma festa em sua casa, e Maggie Parker (Yoná Magalhães) é obrigada a assumir a identidade da irmã para evitar que grupos rivais – como o comandado pelo gangster Dino Falconi (Geraldo Del Rey) – se aproveitassem da situação. A princípio, Maggie resiste, mas, temendo que algo aconteça com sua família, concorda em assumir definitivamente a identidade da Gata de Vison.
Enquanto isso, o agente federal Bob Ferguson (Tarcísio Meira) é escolhido pelo Capitão Pat O’Hara (Paulo Gracindo) para se infiltrar no bando comandado pela Gata de Vison a fim de conseguir provas contra a criminosa. Para o trabalho, ele assume a identidade de um rico fazendeiro e conta com a ajuda da instrutora Linda (Joana Fomm). Ao conhecer Maggie, no entanto, Bob se apaixona, colocando em risco sua missão.
Dino Falconi sai da prisão e vai atrás da Gata de Vison, com quem mantinha um caso antes de ser preso. Após passar uma noite com ela, descobre que Maggie assumira a identidade da irmã. Os dois se envolvem, e Maggie passa a viver dividida entre o amor do gângster e o de Bob Ferguson. Ao longo da trama, o personagem de Geraldo Del Rey, antes vilão, ganha contornos de mocinho.
No final, Dino Falconi se casa com Maggie e assina uma confissão onde se diz responsável por todos os crimes que cometeu, se entregando à polícia. A prisão do gangster ameaça a Máfia, que teme que seus segredos sejam revelados. Mas Dino se recusa a ser um delator. Condenado à morte, é inocentado a poucas horas de sua execução, graças às provas contra a organização criminosa que são encontradas.

## Elenco
- Tarcísio Meira - Bob Ferguson
- Yoná Magalhães - Maggie Parker / Dolly Parker
- Geraldo Del Rey - Dino Falconi
- Joana Fomm - Linda Hastings West
- Paulo Gracindo - Pat O´Hara
- Jayme Barcellos - Cardinale
- José Augusto Branco - Jimmy
- Karin Rodrigues - Candy
- Fábio Sabag - Sebastian
- Celso Marques - Comprido
- Cláudio Cavalcanti - Taylor

## Produção
A Gata de Vison não fez grande sucesso, porque o público, acostumado a ver Tarcísio Meira com Glória Menezes e Yoná Magalhães com Carlos Alberto, não aprovou o casal principal - enquanto Tarcísio e Yoná estavam nessa telenovela, Glória e Carlos Alberto faziam a novela das oito, Passo dos Ventos.
Durante a novela, Glória Magadan se apaixonou por Geraldo Del Rey e teve um romance com ele durante a novela. Com isso, o personagem dele, antes vilão, começou a se tornar mocinho. As várias mudanças na personalidade do detetive Bob Ferguson fizeram com que Tarcísio Meira pedisse afastamento da novela. A autora decidiu, então, matar o personagem. Mas Tarcísio se negou a gravar a cena da morte do detetive. Isso resultou na saída de Tarcísio da trama e na aparição da gêmea de Yoná, fazendo o novo par romântico com Geraldo.
O ator Celso Marques, que vivia na história o vilão Comprido, morreu durante as gravações em um acidente de automóvel, ocorrido na avenida Rio Branco esquina com rua da Assembleia, no centro do Rio de Janeiro. O acidente ocorreu em 16 de setembro de 1968, dois dias antes de Celso completar 26 anos.